# WTA Auckland

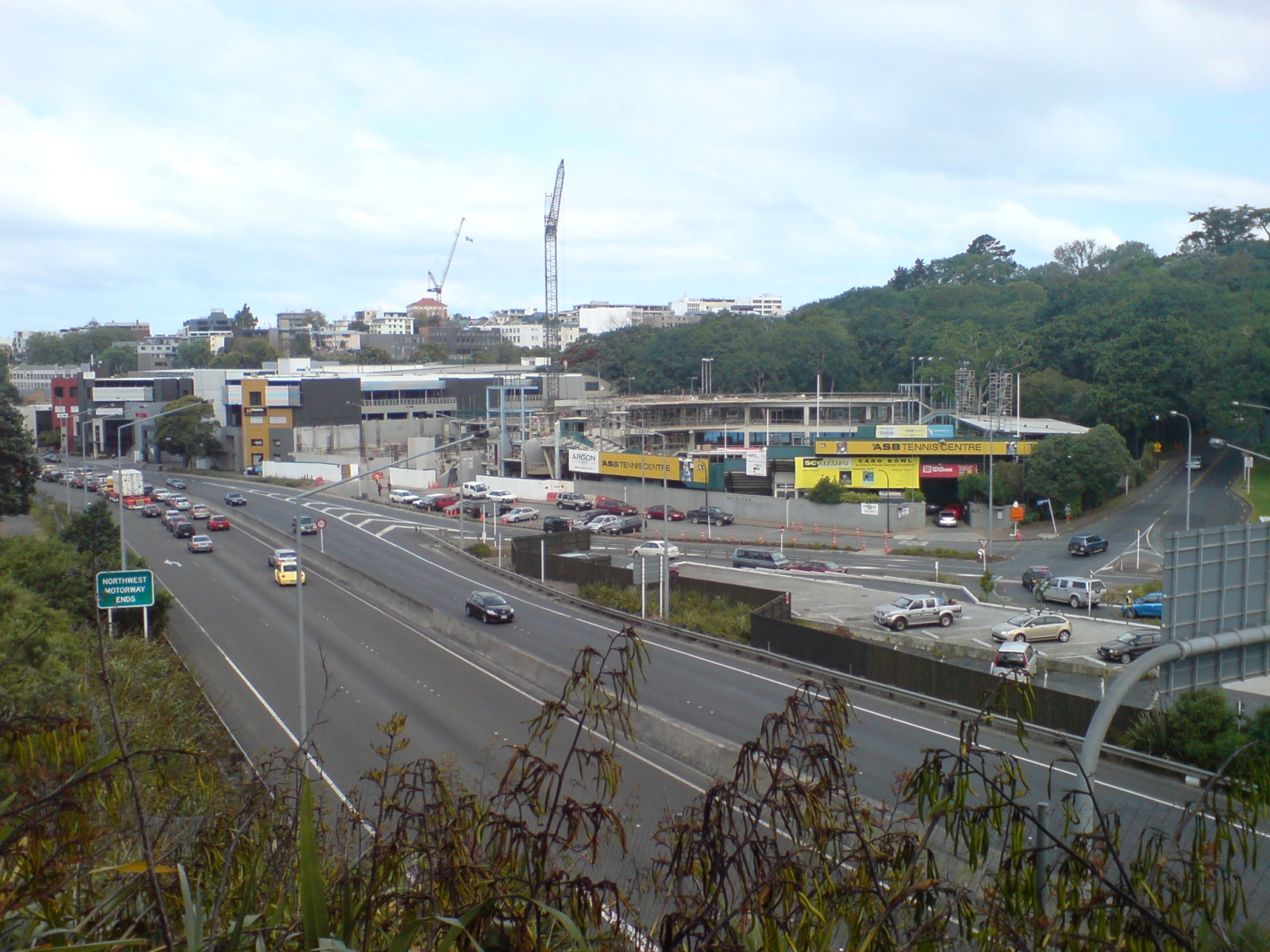
Das Stadion 2010 in der Umbauphase

Das WTA Auckland (offiziell: ASB Classic) ist ein Damen-Tennisturnier der WTA Tour, das in der neuseeländischen Stadt Auckland ausgetragen wird. Hauptsponsor ist derzeit die neuseeländische ASB Bank. 
Es gilt wegen des Termins und des Belags (Hartplätze) als Vorbereitungsturnier auf die Australian Open.
Offizielle Namen des Turniers bis heute:
- 1986–1990: Nutri-Metics (International) Open
- 1991–1992: Nutri-Metics Bendon Classic
- 1993–1996: Amway Classic
- 1997–2002: ASB Bank Classic
- seit 2003: ASB Classic

## Spielstätte
Ausgetragen wird das Turnier im ASB Tennis Centre. Die Anlage hat drei Hallen- und fünf Freiplatz-Hartplätze.

## Siegerliste

### Einzel
| Jahr                         | Siegerin                                              | Finalgegnerin                                         | Ergebnis                                              |
| ---------------------------- | ----------------------------------------------------- | ----------------------------------------------------- | ----------------------------------------------------- |
| 1986                         | Anne Hobbs                                            | Louise Field                                          | 6:3, 6:1                                              |
| 1987                         | Gretchen Magers                                       | Terry Phelps                                          | 6:2, 6:3                                              |
| ↓ Kategorie: Tier V ↓        |                                                       |                                                       |                                                       |
| 1988                         | Patty Fendick                                         | Sara Gomer                                            | 6:3, 7:6                                              |
| 1989                         | Patty Fendick                                         | Belinda Cordwell                                      | 6:2, 6:0                                              |
| 1990                         | Leila Mes’chi                                         | Sabine Appelmans                                      | 6:1, 6:0                                              |
| 1991                         | Eva Švíglerová                                        | Andrea Strnadová                                      | 6:2, 0:6, 6:1                                         |
| 1992                         | Robin White                                           | Andrea Strnadová                                      | 2:6, 6:4, 6:3                                         |
| ↓ Kategorie: Tier IV ↓       |                                                       |                                                       |                                                       |
| 1993                         | Elna Reinach                                          | Caroline Kuhlman                                      | 6:0, 6.0                                              |
| 1994                         | Ginger Helgeson                                       | Inés Gorrochategui                                    | 7:64, 6:3                                             |
| 1995                         | Nicole Bradtke                                        | Ginger Helgeson-Nielsen                               | 3:6, 6:2, 6:1                                         |
| 1996                         | Sandra Cacic                                          | Barbara Paulus                                        | 6:3, 1:6, 6:4                                         |
| 1997                         | Marion Maruska                                        | Judith Wiesner                                        | 6:3, 6:1                                              |
| 1998                         | Dominique Van Roost                                   | Silvia Farina                                         | 4:6, 7:6, 7:5                                         |
| ↓ Kategorie: Tier IVb ↓      |                                                       |                                                       |                                                       |
| 1999                         | Julie Halard-Decugis                                  | Dominique Van Roost                                   | 6:4, 6:1                                              |
| 2000                         | Anne Kremer                                           | Cara Black                                            | 6:4, 6:4                                              |
| ↓ Kategorie: Tier V ↓        |                                                       |                                                       |                                                       |
| 2001                         | Meilen Tu                                             | Paola Suárez                                          | 7:610, 6:2                                            |
| ↓ Kategorie: Tier IV ↓       |                                                       |                                                       |                                                       |
| 2002                         | Anna Smaschnowa                                       | Tatjana Panowa                                        | 6:2, 6:2                                              |
| 2003                         | Eleni Daniilidou                                      | Cho Yoon-jeong                                        | 6:4, 4:6, 7:62                                        |
| 2004                         | Eleni Daniilidou                                      | Ashley Harkleroad                                     | 6:3, 6:2                                              |
| 2005                         | Katarina Srebotnik                                    | Shinobu Asagoe                                        | 5:7, 7:5, 6:4                                         |
| 2006                         | Marion Bartoli                                        | Wera Swonarjowa                                       | 6:2, 6.2                                              |
| 2007                         | Jelena Janković                                       | Wera Swonarjowa                                       | 7:69, 5:7, 6:3                                        |
| 2008                         | Lindsay Davenport                                     | Aravane Rezaï                                         | 6:2, 6:2                                              |
| ↓ Kategorie: International ↓ |                                                       |                                                       |                                                       |
| 2009                         | Jelena Dementiewa                                     | Jelena Wesnina                                        | 6:4, 6:1                                              |
| 2010                         | Yanina Wickmayer                                      | Flavia Pennetta                                       | 6:3, 6:2                                              |
| 2011                         | Gréta Arn                                             | Yanina Wickmayer                                      | 6:3, 6:3                                              |
| 2012                         | Jie Zheng                                             | Flavia Pennetta                                       | 2:6, 6:3, 2:0 Aufgabe                                 |
| 2013                         | Agnieszka Radwańska                                   | Yanina Wickmayer                                      | 6:4, 6:4                                              |
| 2014                         | Ana Ivanović                                          | Venus Williams                                        | 6:2, 5:7, 6:4                                         |
| 2015                         | Venus Williams                                        | Caroline Wozniacki                                    | 2:6, 6:3, 6:3                                         |
| 2016                         | Sloane Stephens                                       | Julia Görges                                          | 7:5, 6:2                                              |
| 2017                         | Lauren Davis                                          | Ana Konjuh                                            | 6:3, 6:1                                              |
| 2018                         | Julia Görges                                          | Caroline Wozniacki                                    | 6:4, 7:64                                             |
| 2019                         | Julia Görges                                          | Bianca Andreescu                                      | 2:6, 7:5, 6:1                                         |
| 2020                         | Serena Williams                                       | Jessica Pegula                                        | 6:3, 6:4                                              |
| ↓ Kategorie: 250 ↓           |                                                       |                                                       |                                                       |
| 2021                         | aufgrund der COVID-19-Pandemie in Neuseeland abgesagt | aufgrund der COVID-19-Pandemie in Neuseeland abgesagt | aufgrund der COVID-19-Pandemie in Neuseeland abgesagt |
| 2022                         | aufgrund der COVID-19-Pandemie in Neuseeland abgesagt | aufgrund der COVID-19-Pandemie in Neuseeland abgesagt | aufgrund der COVID-19-Pandemie in Neuseeland abgesagt |
| 2023                         | Coco Gauff                                            | Rebeka Masarova                                       | 6:1, 6:1                                              |
| 2024                         | Coco Gauff                                            | Elina Switolina                                       | 6:74, 6:3, 6:3                                        |
| 2025                         | Clara Tauson                                          | Naomi Ōsaka                                           | 6:4 Aufgabe                                           |

### Doppel
| Jahr                         | Siegerinnen                                           | Finalgegnerinnen                                      | Ergebnis                                              |                                                       |
| ---------------------------- | ----------------------------------------------------- | ----------------------------------------------------- | ----------------------------------------------------- | ----------------------------------------------------- |
| 1986                         | Anne Hobbs Candy Reynolds                             | Lea Antonoplis Adriana Villagrán                      | 6:1, 6:3                                              |                                                       |
| 1987                         | Anna Maria Fernández Julie Richardson                 | Gretchen Magers Elizabeth Minter                      | 4:6, 6:4, 6:2                                         |                                                       |
| ↓ Kategorie: Tier V ↓        |                                                       |                                                       |                                                       |                                                       |
| 1988                         | Patty Fendick Jill Hetherington                       | Cammy MacGregor Cynthia MacGregor                     | 6:2, 6:1                                              |                                                       |
| 1989                         | Patty Fendick Jill Hetherington                       | Elizabeth Smylie Janine Thompson                      | 6:4, 6:4                                              |                                                       |
| 1990                         | Natalija Medwedjewa Leila Mes’chi                     | Jill Hetherington Robin White                         | 3:6, 6:3, 7:6                                         |                                                       |
| 1991                         | Patty Fendick Laryssa Sawtschenko                     | Jo-Anne Faull Julie Richardson                        | 6:3, 6:3                                              |                                                       |
| 1992                         | Rosalyn Fairbank-Nideffer Raffaella Reggi-Concato     | Jill Hetherington Kathy Rinaldi                       | 1:6, 6:1, 7:5                                         |                                                       |
| ↓ Kategorie: Tier IV ↓       |                                                       |                                                       |                                                       |                                                       |
| 1993                         | Isabelle Demongeot Elna Reinach                       | Jill Hetherington Kathy Rinaldi                       | 6:2, 6:4                                              |                                                       |
| 1994                         | Patricia Hy Mercedes Paz                              | Jenny Byrne Julie Richardson                          | 6:4, 7:6                                              |                                                       |
| 1995                         | Jill Hetherington Elna Reinach                        | Laura Golarsa Caroline Vis                            | 7:6, 6:2                                              |                                                       |
| 1996                         | Els Callens Julie Halard-Decugis                      | Jill Hetherington Kristine Radford                    | 6:1, 6:0                                              |                                                       |
| 1997                         | Janette Husárová Dominique Van Roost                  | Aleksandra Olsza Elena Wagner                         | 6:2, 6:75, 6:3                                        |                                                       |
| 1998                         | Nana Miyagi Tamarine Tanasugarn                       | Julie Halard-Decugis Janette Husárová                 | 7:61, 6:4                                             |                                                       |
| ↓ Kategorie: Tier IVb ↓      |                                                       |                                                       |                                                       |                                                       |
| 1999                         | Silvia Farina Barbara Schett                          | Seda Noorlander Marlene Weingärtner                   | 6:2, 7:62                                             |                                                       |
| 2000                         | Cara Black Alexandra Fusai                            | Barbara Schwartz Patricia Wartusch                    | 3:6, 6:3, 6:4                                         |                                                       |
| ↓ Kategorie: Tier V ↓        |                                                       |                                                       |                                                       |                                                       |
| 2001                         | Alexandra Fusai Rita Grande                           | Emmanuelle Gagliardi Barbara Schett                   | 7:64, 6:3                                             |                                                       |
| ↓ Kategorie: Tier IV ↓       |                                                       |                                                       |                                                       |                                                       |
| 2002                         | Nicole Arendt Liezel Huber                            | Květa Hrdličková Henrieta Nagyová                     | 7:5, 6:4                                              |                                                       |
| 2003                         | Teryn Ashley Abigail Spears                           | Cara Black Jelena Lichowzewa                          | 6:2, 2:6, 6:0                                         |                                                       |
| 2004                         | Mervana Jugić-Salkić Jelena Kostanić                  | Virginia Pascual Paola Suárez                         | 7:66, 3:6, 6:1                                        |                                                       |
| 2005                         | Shinobu Asagoe Katarina Srebotnik                     | Leanne Baker Francesca Lubiani                        | 6:3, 6:3                                              |                                                       |
| 2006                         | Jelena Lichowzewa Wera Swonarjowa                     | Émilie Loit Barbora Strýcová                          | 6:3, 6:4                                              |                                                       |
| 2007                         | Janette Husárová Paola Suárez                         | Hsieh Su-wei Shikha Uberoi                            | 6:0, 6:2                                              |                                                       |
| 2008                         | Marija Korytzewa Lilia Osterloh                       | Martina Müller Barbora Záhlavová-Strýcová             | 6:3, 6:4                                              |                                                       |
| ↓ Kategorie: International ↓ |                                                       |                                                       |                                                       |                                                       |
| 2009                         | Nathalie Dechy Mara Santangelo                        | Nuria Llagostera Vives Arantxa Parra Santonja         | 4:6, 7:63, 12:10                                      |                                                       |
| 2010                         | Cara Black Liezel Huber                               | Natalie Grandin Laura Granville                       | 7:64, 6:2                                             |                                                       |
| 2011                         | Květa Peschke Katarina Srebotnik                      | Sofia Arvidsson Marina Eraković                       | 6:3, 6:0                                              |                                                       |
| 2012                         | Andrea Hlaváčková Lucie Hradecká                      | Julia Görges Flavia Pennetta                          | 6:72, 6:2, [10:7]                                     |                                                       |
| 2013                         | Cara Black Anastasia Rodionova                        | Julia Görges Jaroslawa Schwedowa                      | 2:6, 6:2, [10:5]                                      |                                                       |
| 2014                         | Sharon Fichman Maria Sanchez                          | Lucie Hradecká Michaëlla Krajicek                     | 2:6, 6:0, [10:4]                                      |                                                       |
| 2015                         | Sara Errani Roberta Vinci                             | Shūko Aoyama Renata Voráčová                          | 6:2, 6:1                                              |                                                       |
| 2016                         | Elise Mertens An-Sophie Mestach                       | Danka Kovinić Barbora Strýcová                        | 2:6, 6:3, [10:5]                                      |                                                       |
| 2017                         | Kiki Bertens Johanna Larsson                          | Demi Schuurs Renata Voráčová                          | 6:2, 6:2                                              |                                                       |
| 2018                         | Sara Errani Bibiane Schoofs                           | Eri Hozumi Miyu Katō                                  | 7:5, 6:1                                              |                                                       |
| 2019                         | Eugenie Bouchard Sofia Kenin                          | Paige Mary Hourigan Taylor Townsend                   | 1:6, 6:1, [10:7]                                      |                                                       |
| 2020                         | Asia Muhammad Taylor Townsend                         | Serena Williams Caroline Wozniacki                    | 6:4, 6:4                                              |                                                       |
| ↓ Kategorie: 250 ↓           |                                                       |                                                       |                                                       |                                                       |
| 2021                         | aufgrund der COVID-19-Pandemie in Neuseeland abgesagt | aufgrund der COVID-19-Pandemie in Neuseeland abgesagt | aufgrund der COVID-19-Pandemie in Neuseeland abgesagt | aufgrund der COVID-19-Pandemie in Neuseeland abgesagt |
| 2022                         | aufgrund der COVID-19-Pandemie in Neuseeland abgesagt | aufgrund der COVID-19-Pandemie in Neuseeland abgesagt | aufgrund der COVID-19-Pandemie in Neuseeland abgesagt | aufgrund der COVID-19-Pandemie in Neuseeland abgesagt |
| 2023                         | Miyu Katō Aldila Sutjiadi                             | Leylah Fernandez Bethanie Mattek-Sands                | 1:6, 7:5, [10:4]                                      |                                                       |
| 2024                         | Anna Danilina Viktória Hrunčáková                     | Marie Bouzková Bethanie Mattek-Sands                  | 6:3, 6:75, [10:8]                                     |                                                       |
| 2025                         | Aleksandra Krunić Sabrina Santamaria                  | Jiang Xinyu Wu Fang-hsien                             | 6:3, 6:4                                              |                                                       |